# Magyarország a 2021-es rövid pályás úszó-Európa-bajnokságon
Magyarország az oroszországi Kazanyban megrendezett 2021-es rövid pályás úszó-Európa-bajnokság egyik részt vevő nemzete. A Magyar Úszó Szövetség csak az olimpián döntőbe jutott valamint az ifjúsági Európa-bajnokságon érmet szerző versenyzők indulását támogatta. Ez alól kivételt jelentett a versenyt megelőzően jó formába került Jakabos Zsuzsanna és a 200 méter háton olimpiai A-szintes eredménnyel rendelkező Szabó-Feltóthy Eszter, aki harmadik magyarként nem indulhatott az ötkarikás játékokon.
November 5-én Burián Katalin enyhe tünetek mellett pozitív koronavírus tesztet produkált, ezért ő karanténba került. A közeli kontaktnak számító Mihályvári-Farkas Viktória a rendelkezések értelmében negatív teszteredmény mellett sem indulhatott a további versenynapokon. Ugyanezen a napon Jakabos Zsuzsanna hátsérülése miatt visszalépett a további versenyszámaitól.

## Érmesek
| Érem  | Versenyző         | Versenyszám          | Dátum             |
| ----- | ----------------- | -------------------- | ----------------- |
| Arany | Szabó Szebasztián | Férfi 100 m pillangó | 2021. november 3. |
| Arany | Szabó Szebasztián | Férfi 50 m gyors     | 2021. november 4. |
| Arany | Szabó Szebasztián | Férfi 50 m pillangó  | 2021. november 6. |
| Ezüst | Milák Kristóf     | Férfi 200 m pillangó | 2021. november 5. |
| Bronz | Kós Hubert        | Férfi 400 m vegyes   | 2021. november 7. |

## Eredmények

### Férfi
| Versenyző         | Versenyszám    | Előfutam   | Előfutam   | Előfutam   | Elődöntő     | Elődöntő     | Elődöntő     | Döntő   | Döntő    |
| Versenyző         | Versenyszám    | Idő        | Hely.      | Össz.      | Idő          | Hely.        | Össz.        | Idő     | Helyezés |
| ----------------- | -------------- | ---------- | ---------- | ---------- | ------------ | ------------ | ------------ | ------- | -------- |
| Betlehem Dávid    | 400 m gyors    | 3:45,56    | 1.         | 17.        |              |              |              | kiesett | kiesett  |
| Betlehem Dávid    | 800 m gyors    | 7:45,39    | 6.         | 10.        |              |              |              | 7:41,33 | 7.       |
| Betlehem Dávid    | 1500 m gyors   | 14:51,22   | 5.         | 11.        |              |              |              | kiesett | kiesett  |
| Kós Hubert        | 200 m hát      | 1:55,35    | 5.         | 15.        | visszalépett | visszalépett | visszalépett | kiesett | kiesett  |
| Kós Hubert        | 100 m pillangó | 51,83      | 9.         | 21.        | kiesett      | kiesett      | kiesett      | kiesett | kiesett  |
| Kós Hubert        | 200 m vegyes   | 1:56,73    | 1.         | 9.         | 1:54,47      | 2.           | 5.           | 1:52,87 | 4.       |
| Kós Hubert        | 400 m vegyes   | 4:09,65    | 3.         | 5.         |              |              |              | 4:03,16 |          |
| Milák Kristóf     | 100 m gyors    | 47,16      | 5.         | 14.        | 47,08        | 5.           | 9.           | kiesett | kiesett  |
| Milák Kristóf     | 200 m gyors    | nem indult | nem indult | nem indult | kiesett      | kiesett      | kiesett      | kiesett | kiesett  |
| Milák Kristóf     | 50 m hát       | 23,91      | 5.         | 14.        | 23,50        | 4.           | 8.           | 23,34   | 8.       |
| Milák Kristóf     | 100 m pillangó | 50,39      | 2.         | 5.         | 49,71        | 1.           | 2.           | 49,88   | 4.       |
| Milák Kristóf     | 200 m pillangó | 1:54,32    | 3.         | 5.         | 1:51,33      | 1.           | 1.           | 1:51,11 |          |
| Németh Nándor     | 100 m gyors    | 46,79      | 3.         | 9.         | 46,64        | 4.           | 6.           | kizárva | kizárva  |
| Szabó Szebasztián | 50 m gyors     | 21,02      | 2.         | 2.         | 20,87        | 1.           | 1.           | 20,72   |          |
| Szabó Szebasztián | 100 m gyors    | nem indult | nem indult | nem indult | kiesett      | kiesett      | kiesett      | kiesett | kiesett  |
| Szabó Szebasztián | 50 m pillangó  | 22,22      | 1.         | 1.         | 22,00        | 1.           | 1.           | 21,75   |          |
| Szabó Szebasztián | 100 m pillangó | 50,47      | 2.         | 7.         | 49,83        | 3.           | 5.           | 49,68   |          |

### Női
| Versenyző                  | Versenyszám    | Előfutam   | Előfutam   | Előfutam   | Elődöntő     | Elődöntő     | Elődöntő     | Döntő        | Döntő        |
| Versenyző                  | Versenyszám    | Idő        | Hely.      | Össz.      | Idő          | Hely.        | Össz.        | Idő          | Helyezés     |
| -------------------------- | -------------- | ---------- | ---------- | ---------- | ------------ | ------------ | ------------ | ------------ | ------------ |
| Burián Katalin             | 100 m hát      | nem indult | nem indult | nem indult | kiesett      | kiesett      | kiesett      | kiesett      | kiesett      |
| Burián Katalin             | 200 m hát      | 2:06,67    | 2.         | 5.         | 2:06,59      | 5.           | 8.           | 2:07,09      | 7.           |
| Fábián Bettina             | 200 m gyors    | 2:00,65    | 7.         | 27.        | kiesett      | kiesett      | kiesett      | kiesett      | kiesett      |
| Fábián Bettina             | 400 m gyors    | 4:08,50    | 5.         | 11.        |              |              |              | kiesett      | kiesett      |
| Fábián Bettina             | 800 m gyors    | 8:35,06    | 5.         | 11.        |              |              |              | kiesett      | kiesett      |
| Fábián Bettina             | 1500 m gyors   | 16:23,45   | 5.         | 10.        |              |              |              | 16:13,72     | 7.           |
| Jakabos Zsuzsanna          | 200 m pillangó | 2:09,63    | 4.         | 4.         | 2:07,14      | 4.           | 5.           | 2:05,67      | 4.           |
| Jakabos Zsuzsanna          | 200 m vegyes   | nem indult | nem indult | nem indult | kiesett      | kiesett      | kiesett      | kiesett      | kiesett      |
| Jakabos Zsuzsanna          | 400 m vegyes   | 4:34,76    | 1.         | 1.         |              |              |              | 4:32,68      | 5.           |
| Késely Ajna                | 200 m gyors    | 1:58,66    | 5.         | 15.        | visszalépett | visszalépett | visszalépett | kiesett      | kiesett      |
| Késely Ajna                | 400 m gyors    | 4:03,86    | 4.         | 4.         |              |              |              | 4:01,82      | 4.           |
| Késely Ajna                | 800 m gyors    | 8:29,81    | 4.         | 7.         |              |              |              | 8:23,50      | 7.           |
| Mihályvári-Farkas Viktória | 400 m gyors    | nem indult | nem indult | nem indult |              |              |              | kiesett      | kiesett      |
| Mihályvári-Farkas Viktória | 1500 m gyors   | 16:09,41   | 3.         | 7.         |              |              |              | visszalépett | visszalépett |
| Mihályvári-Farkas Viktória | 200 m vegyes   | nem indult | nem indult | nem indult | kiesett      | kiesett      | kiesett      | kiesett      | kiesett      |
| Mihályvári-Farkas Viktória | 400 m vegyes   | 4:38,56    | 4.         | 11.        |              |              |              | kiesett      | kiesett      |
| Pádár Nikolett             | 50 m gyors     | 26,01      | 10.        | 42.        | kiesett      | kiesett      | kiesett      | kiesett      | kiesett      |
| Pádár Nikolett             | 100 m gyors    | 54,48      | 7.         | 17.        | 54,05        | 8.           | 15.          | kiesett      | kiesett      |
| Pádár Nikolett             | 200 m gyors    | 1:57,02    | 3.         | 8.         | 1:56,31      | 4.           | 7.           | 1:56,14      | 5.           |
| Pádár Nikolett             | 400 m gyors    | nem indult | nem indult | nem indult |              |              |              | kiesett      | kiesett      |
| Pádár Nikolett             | 100 m vegyes   | 1:04,10    | 5.         | 34.        | kiesett      | kiesett      | kiesett      | kiesett      | kiesett      |
| Szabó-Feltóthy Eszter      | 50 m hát       | 28,85      | 1.         | 29.        | kiesett      | kiesett      | kiesett      | kiesett      | kiesett      |
| Szabó-Feltóthy Eszter      | 100 m hát      | 1:06,76    | 9.         | 28.        | kiesett      | kiesett      | kiesett      | kiesett      | kiesett      |
| Szabó-Feltóthy Eszter      | 200 m hát      | 2:06,78    | 3.         | 6.         | 2:06,42      | 3.           | 7.           | 2:06,00      | 4.           |
| Szabó-Feltóthy Eszter      | 200 m vegyes   | 2:17,29    | 10.        | 27.        | kiesett      | kiesett      | kiesett      | kiesett      | kiesett      |
| Szabó-Feltóthy Eszter      | 400 m vegyes   | 4:38,55    | 3.         | 10.        |              |              |              | kiesett      | kiesett      |
| Ugrai Panna                | 50 m gyors     | 25,03      | 2.         | 25.        | kiesett      | kiesett      | kiesett      | kiesett      | kiesett      |
| Ugrai Panna                | 200 m gyors    | 1:58,76    | 7.         | 16.        | kiesett      | kiesett      | kiesett      | kiesett      | kiesett      |
| Ugrai Panna                | 50 m hát       | 27,55      | 7.         | 21.        | kiesett      | kiesett      | kiesett      | kiesett      | kiesett      |
| Ugrai Panna                | 100 m hát      | 1:01,63    | 7.         | 24.        | kiesett      | kiesett      | kiesett      | kiesett      | kiesett      |
| Ugrai Panna                | 200 m hát      | 2:07,75    | 5.         | 11.        | kiesett      | kiesett      | kiesett      | kiesett      | kiesett      |
| Ugrai Panna                | 100 m vegyes   | 1:00,65    | 7.         | 19.        | kiesett      | kiesett      | kiesett      | kiesett      | kiesett      |
| Ugrai Panna                | 200 m vegyes   | 2:09,86    | 1.         | 4.         | 2:09,58      | 3.           | 6.           | 2:09,31      | 6.           |